# Aranya de cap negre
L'aranya de cap negre, aranya capçuda, aranya de roca, aranya negra, aranya roquera, aranya sardinera o aranya sugra (Trachinus radiatus) és una espècie de peix de la família dels traquínids i de l'ordre dels perciformes.

## Morfologia
- Els mascles poden assolir els 50 cm de longitud total.[1]
- El cos és allargat i comprimit lateralment.
- El cap és gros i ample.
- La boca és ampla i obliqua.
- Els ulls es troben en posició laterodorsal i sobre d'ells hi ha dues petites espines.
- Darrere els ulls hi ha tres plaques òssies amb línies radials.
- L'opercle té una espina, i tant aquesta espina com les de la primera dorsal estan connectades a una glàndula verinosa.
- Té dues aletes dorsals. A la primera hi ha sis espines. La segona és més curta que l'anal.
- Les pectorals són posteriors a les pèlviques.
- Les pèlviques són petites.
- La caudal és recta, lleugerament còncava al centre.
- El dors és de color gris i marró.
- En els costats, de color gris, hi ha punts i cercles negres.
- El ventre és blanc amb tons blaus.
- Té una taca negra a la primera dorsal.[2]

## Reproducció
Es reprodueix durant l'estiu.

## Alimentació
Menja peixos i crustacis bentònics.

## Hàbitat
És bentònica de fons sorrencs i fangosos entre els 20 i 200 m de fondària, on s'enterra dins la sorra esperant el pas de les preses.

## Distribució geogràfica
Es troba des de Gibraltar fins al golf de Guinea. També a la Mediterrània.

## Interès pesquer
Es pesca amb arts d'arrossegament, tremalls, fluixa i volantí. Es pot capturar amb fusell però s'ha d'anar amb compte amb les picades en manipular-les i perquè pot atacar quan es veu reflectida a les ulleres (s'aixeca del fons nedant cap a la superfície donant voltes i aixecant l'aleta dorsal).